# Loxosceles caribbaea
Espèce
Loxosceles caribbaea est une espèce d'araignées aranéomorphes de la famille des Sicariidae.

## Distribution
Cette espèce est endémique des Antilles. Elle se rencontre à Porto Rico et en République dominicaine.

## Description
Le mâle holotype mesure 8 mm et la femelle 8 mm.

## Publication originale
- Gertsch, 1958 : The spider genus Loxosceles in North America, Central America, and the West Indies. American Museum novitates, no 1907, p. 1-46 (texte intégral).